# 五囝仙偷走的祕密
《五囝仙偷走的祕密》（囝：jiǎn），是台灣小說家謝鑫佑的作品，發表於2013年。《五囝仙偷走的祕密》是以高雄市都更的真實背景，虛構覆鼎金公墓面臨拆遷，關於土地、傳說、虛構、真實、活人、亡靈的故事。2020年被衛武營國家藝術文化中心改編為舞台劇《魂顛記》。
該書2013年印刻出版版本已絕版，市面上僅見2019年時報文化「新增覆鼎金2011田調珍貴照片版」與2020年時報文化「限量劇場海報書衣版」二個版本。

## 背景

### 寫作背景（魔幻寫實主義）
魔幻現實主義是一種敘事文學技巧，故事中的因果關係常常看起來不符合現實狀況。在《五囝仙偷走的祕密》這本書中，可以看見在寫實描述中存有荒誕離奇的魔幻事件，然而故事中的人物卻習以為常。譬如說，王勝邦幼年目睹老婦人漂至半空、從小瘖啞的江宛蓉半夜舔食地面蚤蟎維生、明明已經死亡的王聖任卻仍活著。
《五囝仙偷走的祕密》曾被聯想與哥倫比亞作家加布列·賈西亞·馬奎斯的作品《百年孤寂》的關係，雲門舞集創辦人林懷民就曾說：「這本書，讓我想到《百年孤寂》。」。台灣作家朱宥勳說：「《五囡（編按：囝）仙偷走的祕密》則模仿馬奎斯，以高雄作為它魔幻寫實展開的舞台⋯⋯」

## 故事大綱
《五囝仙偷走的祕密》這本書主要是在描述土地的記憶與人類的遺棄。小說以主人翁王勝邦作為故事核心，講述土地面對文明開發，賦予人們善良天賦，藉此保護自己。作者用五個孩子的奇異天賦探討在文明與開發下逐漸遠離土地的人們。這五個小孩各自擁有不同天賦：仁德之心、追求真理的智慧、永恆力量、哲人魅力、留住美好的能力，象徵人們存活於土地上的意義。
故事中的主人翁因無法承受兒子意外身亡，加上妻子提出離異，決定走避他鄉，企圖遺忘傷痛，卻遇上至善至美的天賦德性，以及土地面對文明開發的人性拉扯，而喚醒他自身的天賦。作者以大片墳地與居住其上的居民象徵共存的虛實，以墳地因都市更新被迫挖遷，講述關於逝去記憶和喪失天性的沉重傷痛，面對崩解，只能靠著謊言與編造的記憶才得以存活。在初版的封面上，編輯文案「另一種活著的故事，生人忘記過活，靈魂忘了死去。你所聽聞的傳言或真理，虛實共存。他自以為沒有撒謊，但未必是真的」傳達這個概念。
在故事最後，五個至善天賦化身的孩子，以大水淹沒墳地，封存記憶。作者想帶給讀者的是，在大資本摧毀地貌，土地的變遷就是鄉愁，家鄉是異鄉，在地即離散，這是全球化的時代悲劇，一切看似堅固不變的必然煙消雲散。這是作者對文明的警告與預言，也是作者對土地消失與記憶崩壞的悲悼與追憶。

## 分集大綱

### 一
國小老師王勝邦因兒子王聖任意外過世，以及妻子黃淑華瘋癲提出離婚，請調高雄，離開台北，因而認識班上5個自幼居住覆鼎金公墓附近，天賦異能的孩子。這片公墓的歷史長達數千年，占地遼闊，墓種複雜，孩子意外發現覆鼎金地區下的洞穴，以及壁上的古謠。
王勝邦驚訝於他們的良善天賦，更驚訝他們的家庭背景竟各自充滿著暴力、癡愚、貧窮、醜惡、淫亂、勢利、貪婪，似乎某種原存於覆鼎金人們身上的良善，正快速消失。
面對即將發生的都更遷墓，覆鼎金居民激烈抗議。就在居民與政府衝突到達最高點之際，王勝邦因任務完成必須離開，無法陪伴居民面對都更。

### 二
王勝邦擔憂都更進展與5個孩子，決定南下關心，卻搭錯車到了台北，見到理應瘋癲，卻正常如昔的前妻，以及應已死去，卻仍活著的兒子。王勝邦感到非常困惑，但因大雨，只能留在台北。前妻兒子與自己的互動，讓他憶起過去的幸福生活，他開始猜想關於瘋癲與死亡是自己的記憶有誤，並慢慢修改自己的記憶，用謊言欺騙自己，眼前台北的生活才是正軌。
王勝邦重新與黃淑華、王聖任一起生活，並陸續擁有4位子女，他們各自擁有高雄那幾個孩子的奇特天賦。王勝邦逐漸忘記高雄與5個孩子，他變得無法分辨虛構與真實，同時他也對黃淑華不曾變老，王聖任不會長大，不感覺奇怪，因為他選擇讓自己活在理想的美好生活裡。

### 三
王勝邦80歲那年清明掃墓後，從住家附近的湖泊逆反回到覆鼎金地下洞穴，並恢復成當年南調高雄的年紀，他看見壁上古謠，與像下葬亡者一樣的神奇5囝，但獨缺洪嘉枝，只有4人。
王勝邦走訪覆鼎金想查明真相，得知眾人從未聽聞這5個小孩。王勝邦也發現，這片土地上理應消失的良善原來一直存在，溫良、智慧、安樂、高雅、忠貞、樂善、公義，他終於明白覆鼎金公墓為了保護自己數千年的靈性，每隔一段時間便讓這片土地上的人們出現5種異能天賦，而王勝邦正是擁有留住美好能力的那個人，與二百多年前開鑿曹公圳的清朝官員曹謹相同。
王勝邦與甦醒後的4囝降下大雨，將覆鼎金地區淹成汪洋，不讓人開發，封存這片土地。

## 創作相關

### 緣起
作者謝鑫佑因曾遭逢最親近的人離開的傷痛，「離開與被離開」一直以來是他創作探索的主題。
2010年台北、台中、高雄市三個地方進行縣市合併，時任高雄市長陳菊宣布將以地理位置中心點的覆鼎金作為未來都會中心開發。當他在2011年親眼目睹覆鼎金占地25.77公頃，地底下6萬戶，地表上1萬6千戶的一整片墓地以及居住其上的住戶時，《五囝仙偷走的祕密》創作靈感就浮現了。
「討論離開與被離開，好像透過生者與亡者之間的那條界線，可以讓大家有些想法。我後來體驗到一件事情，就是在書寫過程到後來發現到，也許亡者只是透過非人的型態存在著。」

### 後續
2013年初版出版時，覆鼎金公墓仍存在。短短三四年後，當新增版於2019年出版時，覆鼎金數萬墓地已被快速遷葬剷平成為「雙湖森林公園」，還是高雄年輕人熱門打卡地點，並熱切討論關於覆鼎金目的的神祕傳說。

## 評價
- 高雄市政府文化局2011書寫高雄創作獎補助[4]
- 高雄市立圖書館總館2020年9月好書推薦主要推薦[5]

### 媒體
- 作者寫下誌異，喟嘆省思都更的祕密揭曉後，人們失去了什麼，得到了什麼，同時，還會遺留什麼給未來的一代？[6]
- 如今覆鼎金墳墓區已經成為「雙湖森林公園」，景物全非，《五囝仙偷走的祕密》意外為高雄留下重要的記憶痕跡。[7]
- 「我們終其一生，都用謊言跟虛構的記憶來過生活。」謝鑫佑設法讓大家看一個美麗的故事，透過書中有趣的發展，鼓勵大家用美好的記憶讓自己勇敢地走出來。[8]
- 小說裡的角色用謊言欺騙自己的生活，也許真實讓人悲傷，謊言才能留下美好，但故事讀到最後卻很溫暖，讀者都能從中找到一塊彌補心裡空缺的事。[9]

## 版本
| 版本                         | 出版社   | 出版日期      | 格式   | 頁數 | ISBN               | 書況 |
| ---------------------------- | -------- | ------------- | ------ | ---- | ------------------ | ---- |
| 初版                         | 印刻     | 2013年1月     | 平裝版 | 272  | ISBN 9789865933579 | 絕版 |
| 新增覆鼎金2011田調珍貴照片版 | 時報文化 | 2019年7月12日 | 平裝版 | 352  | ISBN 9789571378558 | 正常 |
| 限量劇場海報書衣版           | 時報文化 | 2020年8月     | 平裝版 | 352  | ISBN 4712966624584 | 正常 |

### 版本差異

#### 新增覆鼎金2011田調珍貴版
- 新增照片[10]：2010年田調照片，以及2017年墓區挖成黃土照片[11]
- 新增人物表[12]
- 新增掛名推薦：林懷民
- 新增名人推薦[13]：五月天石頭（石錦航）、丁宁 (演员)、郭子（郭蘅祈）、周慧玲、蔡柏璋、林于凱、陳建維（攝影師）
- 新增專文導讀[14]：許仁豪（國立中山大學劇藝系助理教授）、謝曉昀（小說家）
- 新增新版作者序[15]
- 結局異動

#### 限量劇場海報書衣版
全書除書衣外，與上一版本相同。
- 書衣正封：使用舞台劇「魂顛記」劇照
- 書衣內裡：使用舞台劇「魂顛記」劇照，以及原著小說家謝鑫佑、編導周慧玲，以及演員吳世偉、大甜、李梓揚、韋以丞、劉毓真、徐堰鈴、林子恆、呂名堯、吳維緯印刷簽名

## 改編

### 劇本書
| 書名   | 文體 | 作者   | 出版社   | 出版日期       | 格式   | 頁數 | ISBN               | 書況 |
| ------ | ---- | ------ | -------- | -------------- | ------ | ---- | ------------------ | ---- |
| 魂顛記 | 劇本 | 周慧玲 | 時報文化 | 2020年10月30日 | 平裝版 | 176  | ISBN 9789571384115 | 正常 |

### 舞台劇
魂顛記——臺灣在地魔幻事件 The Apocalypse of Fudingjin

#### 首演資訊
首演時間：2020年12月11日(五) 19:30、12日(六) 14:30、13日(日) 14:30
首演地點：衛武營國家藝術文化中心戲劇院

#### 演員角色
| 演員   | 角色                               | 戲偶           |
| ------ | ---------------------------------- | -------------- |
| 林子恆 | 王勝邦                             | 王聖任         |
| 徐堰鈴 | 黃淑華、唐麗芳、林秀英、洪徐玉鳳   | 洪嘉枝         |
| 韋以丞 | 吳木山、郭科星、孫宏軍             | 王鴻俊         |
| 吳維緯 | 教務主任江宛容、江宛容、江婉蓉道長 |                |
| 大甜   | 郭韋萱、何幼花、朱添梅             | 王薇玄         |
| 呂名堯 | 溫文仲、梁育廷                     | 王裕汀         |
| 李梓揚 | 張有隆、吳子淳                     | 王智村         |
| 劉毓真 | 張上蕙、鄭淑娟、女道士             | 洪嘉枝、王聖任 |
| 吳世偉 | 吳通、洪啟松                       |                |

#### 與小說原作差異
|      | 原著小說                    | 改編戲劇                                                                       |
| ---- | --------------------------- | ------------------------------------------------------------------------------ |
| 主題 | 土地以自己的方式保護自己    | 主人翁王勝邦面對喪子之痛以及妻子瘋癲                                           |
| 結局 | 五囝以大水覆沒覆鼎金        | 五囝透過儀式挽救覆鼎金                                                         |
| 核心 | 探討離開與被離開 生者與亡者 | 傷痛面對                                                                       |
| 人物 | 僅一位江宛容                | 新增教務主任江宛容。原作江宛容保留，但將後段的江宛容，獨立為另一角色江婉蓉道長 |
| 敘事 | 非線性虛實交錯              | 線性寫實                                                                       |
| 章節 | 無                          | 序、第一部〈鏡中訪山〉、第二部〈水中撈月〉、第三部〈問鬼神〉                   |
| 調性 | 悲傷陰鬱                    | 序與第一部，同原著。第二、三部，夾雜大量嬉鬧成分                               |

#### 評價
- 小說透過情節敘事安排，處理虛實、生死、記憶、人我、慾念以及超脫等議題，在「魂顛記」裡，則是直接透過劇場媒介的「扮演性」特質，以多層次的表演技術操演，讓人、偶、魂，三位一體。小說以詩學正義哀悼已然失去的美好，但戲劇「魂顛記」卻演示了一個再生之法⋯⋯但觀者難免疑惑，是不是為了塞進小說裡，不停岔出衍生的次要情節，讓語言凌駕了情感，人物開始混淆難以辨識⋯⋯戲劇想從小說脫胎，長出生命，但卻又與其中情節纏繞不止，無法去蕪存菁，到了「問鬼神」一場，已經顯得凌亂倉促。[16]
- 眾演員分飾共32個角色的鮮明形象，分不清是附身還是扮演的多變肢體與說話腔調（儘管台語在劇中不免有些被丑化的感受），加上彷彿另有靈魂的人偶操作，在在都呈現了另一種有別於文字的魔幻寫實⋯⋯相較之下，大高雄縣市合併的真實都更議題，並未特別著墨，反倒成為幻術之背景⋯⋯[17]

## 資料來源
1. ↑  . 衛武營國家藝術文化中心.   [2021-01-19]. （原始内容存档于2021-01-24） （中文（臺灣））.
2. ↑  . www.linkingbooks.com.tw.   [2021-01-27].
3. 1 2  . Rti 中央廣播電臺.   [2021-01-24]. （原始内容存档于2019-09-02） （中文）.
4. ↑  高雄市政府文化局. . 高雄市政府文化局. （原始内容存档于2021-01-24）.
5. ↑  高雄市立圖書館全球資訊網. . 高雄市立圖書館全球資訊網. 2021-01-21  [2021-01-21]. （原始内容存档于2021-01-28）.
6. ↑  自由時報電子報. . 自由時報電子報. 2013-04-09  [2021-01-24]. （原始内容存档于2021-01-31）.
7. ↑  . Rti 中央廣播電臺.   [2021-01-24]. （原始内容存档于2019-09-02） （中文）.
8. ↑  . www.merit-times.com.   [2021-01-24]. （原始内容存档于2021-01-29） （中文（臺灣））.
9. ↑  . www.cna.com.tw.   [2021-01-24]. （原始内容存档于2021-01-29） （中文（臺灣））.
10. ↑  謝, 鑫佑. . 台灣: 時報文化. 2019年: 5–29. ISBN 9789571378558.
11. ↑  謝, 鑫佑. . 台灣: 時報文化. 2019年: 5–29. ISBN 9789571378558.
12. ↑  謝, 鑫佑. . 台灣: 時報文化. 2019: 70–73. ISBN 9789571378558.
13. ↑  謝, 鑫佑. . 台灣: 時報文化. 2019: 30–44. ISBN 9789571378558.
14. ↑  謝, 鑫佑. . 台灣: 時報文化. 2019: 46–63. ISBN 9789571378558.
15. ↑  謝, 鑫佑. . 台灣: 時報文化. 2019: 64–69. ISBN 9789571378558.
16. ↑  . 表演藝術評論台.   [2021-01-24]. （原始内容存档于2021-01-29）.
17. ↑  . 表演藝術評論台.   [2021-01-24]. （原始内容存档于2021-02-03）.